# Marcel Jenni
Marcel Jenni, född 2 mars 1974 i Niederhüningen i Schweiz, är en schweizisk före detta ishockeyspelare. Han är sedan 2023 förbundskapten för det schweiziska juniorlandslaget.
Jenni spelade i schweiziska HC Lugano mellan 1993 och 1999.
Mitt under säsongen 1999/2000 värvades han till Färjestad BK i där han var en framgångsrik forward i Elitserien under sex säsonger. Han var bland annat med och vann SM-guld i Färjestad 2001/02.
Säsongen 2005/2006 flyttade Jenni tillbaka till Schweiz för spel i Kloten Flyers. Han spelade totalt 10 säsonger i Kloten då han efter säsongen 2014/2015 avslutade sin aktiva hockeykarriär.
Jenni har även representerat Schweiz herrlandslag i ishockey vid ett flertal tillfällen.